# Цинголь
Цинголь — озеро на территории Шарыповского района Красноярского края России, в 1983 году объявлено памятником природы.

## Этимология
По данным «Топонимического словаря Хакасско-Минусинского края», название озера происходит от хакасского «Сыын Кӧл», что означает «Маралье озеро».

## Физико-географическая характеристика
Относится к северной группе Верхне-Чулымских озёр (бассейн р. Оби).
Расположенное в отрогах Кузнецкого Алатау, по правую сторону от реки Береш, озеро известно своей чистой, прозрачной водой. Берега покрыты лесом, с северной стороны — холмистые. Из озера вытекает ручей Цыпленский. Доступ к водоёму возможен только по грунтовым дорогам.

### Флора и фауна
Согласно исследованиям, проводившимся во времена СССР, «средняя летняя биомасса донной фауны» достигала 4,2 г/м², а «плотность организмов» — 170 экз/м². Порядка 9/10 выявленной биомассы приходилось на моллюсков и личинки стрекоз. По оценке учёных, фитопланктон насчитывал 65 видов водорослей, из которых зелёные отличались наибольшим разнообразием.

## Хозяйственное значение
В прошлом в озере были интродуцированы некоторые виды промысловых рыб, в том числе язь, пелядь. Последняя служила объектом хозяйственного вылова во 2-й половине XX века.
Здесь — впервые в Красноярском крае — Ужурским рыбхозом была проведена химическая обработка водоёма (не позднее 1963 года). Имеются сведения о положительных результатах переселения в Цинголь мальков, полученных из икры, собранной в водоёмах Крайнего Севера.
Сегодня вылов рыбы «всеми орудиями лова кроме удочки» в озере запрещён.